# 迪尔巴
迪尔巴（Dirba），是印度旁遮普邦Sangrur县的一个城镇。总人口為13073人（2001年）。

## 人口
该地2001年总人口13073人，其中男性7091人，女性5982人；0—6岁人口1705人，其中男988人，女717人；识字率50.39%，其中男性为54.14%，女性为45.95%。